# 2023年
2023年（2023 ねん）は、西暦（グレゴリオ暦）による、日曜日から始まる平年。令和5年。
この項目では、国際的な視点に基づいた2023年について記載する。

## 他の紀年法
- 干支：癸卯（みずのと う）
- 日本（月日は一致） 
  - 令和5年
  - 皇紀2683年
- 大韓民国（月日は一致）
  - 檀紀4356年
- 中華民国（月日は一致）
  - 中華民国112年
- 朝鮮民主主義人民共和国（月日は一致）
  - 主体112年
- 仏滅紀元：2565年10月10日 - 2566年閏9月4日
- イスラム暦：1444年6月8日 - 1445年6月18日
- ユダヤ暦：5783年4月8日 - 5784年4月19日
- Unix Time：1672531200 - 1704067199
- 修正ユリウス日（MJD）：59945 - 60309
- リリウス日（LD）：160786 - 161150

## カレンダー
| 1月 |    |    |    |    |    |    |
| 日  | 月 | 火 | 水 | 木 | 金 | 土 |
| 1   | 2  | 3  | 4  | 5  | 6  | 7  |
| 8   | 9  | 10 | 11 | 12 | 13 | 14 |
| 15  | 16 | 17 | 18 | 19 | 20 | 21 |
| 22  | 23 | 24 | 25 | 26 | 27 | 28 |
| 29  | 30 | 31 |    |    |    |    |
|     |    |    |    |    |    |    |

| 2月 |    |    |    |    |    |    |
| 日  | 月 | 火 | 水 | 木 | 金 | 土 |
|     |    |    | 1  | 2  | 3  | 4  |
| 5   | 6  | 7  | 8  | 9  | 10 | 11 |
| 12  | 13 | 14 | 15 | 16 | 17 | 18 |
| 19  | 20 | 21 | 22 | 23 | 24 | 25 |
| 26  | 27 | 28 |    |    |    |    |
|     |    |    |    |    |    |    |

| 3月 |    |    |    |    |    |    |
| 日  | 月 | 火 | 水 | 木 | 金 | 土 |
|     |    |    | 1  | 2  | 3  | 4  |
| 5   | 6  | 7  | 8  | 9  | 10 | 11 |
| 12  | 13 | 14 | 15 | 16 | 17 | 18 |
| 19  | 20 | 21 | 22 | 23 | 24 | 25 |
| 26  | 27 | 28 | 29 | 30 | 31 |    |
|     |    |    |    |    |    |    |

| 4月 |    |    |    |    |    |    |
| 日  | 月 | 火 | 水 | 木 | 金 | 土 |
|     |    |    |    |    |    | 1  |
| 2   | 3  | 4  | 5  | 6  | 7  | 8  |
| 9   | 10 | 11 | 12 | 13 | 14 | 15 |
| 16  | 17 | 18 | 19 | 20 | 21 | 22 |
| 23  | 24 | 25 | 26 | 27 | 28 | 29 |
| 30  |    |    |    |    |    |    |
|     |    |    |    |    |    |    |

| 5月 |    |    |    |    |    |    |
| 日  | 月 | 火 | 水 | 木 | 金 | 土 |
|     | 1  | 2  | 3  | 4  | 5  | 6  |
| 7   | 8  | 9  | 10 | 11 | 12 | 13 |
| 14  | 15 | 16 | 17 | 18 | 19 | 20 |
| 21  | 22 | 23 | 24 | 25 | 26 | 27 |
| 28  | 29 | 30 | 31 |    |    |    |
|     |    |    |    |    |    |    |

| 6月 |    |    |    |    |    |    |
| 日  | 月 | 火 | 水 | 木 | 金 | 土 |
|     |    |    |    | 1  | 2  | 3  |
| 4   | 5  | 6  | 7  | 8  | 9  | 10 |
| 11  | 12 | 13 | 14 | 15 | 16 | 17 |
| 18  | 19 | 20 | 21 | 22 | 23 | 24 |
| 25  | 26 | 27 | 28 | 29 | 30 |    |
|     |    |    |    |    |    |    |

| 7月 |    |    |    |    |    |    |
| 日  | 月 | 火 | 水 | 木 | 金 | 土 |
|     |    |    |    |    |    | 1  |
| 2   | 3  | 4  | 5  | 6  | 7  | 8  |
| 9   | 10 | 11 | 12 | 13 | 14 | 15 |
| 16  | 17 | 18 | 19 | 20 | 21 | 22 |
| 23  | 24 | 25 | 26 | 27 | 28 | 29 |
| 30  | 31 |    |    |    |    |    |
|     |    |    |    |    |    |    |

| 8月 |    |    |    |    |    |    |
| 日  | 月 | 火 | 水 | 木 | 金 | 土 |
|     |    | 1  | 2  | 3  | 4  | 5  |
| 6   | 7  | 8  | 9  | 10 | 11 | 12 |
| 13  | 14 | 15 | 16 | 17 | 18 | 19 |
| 20  | 21 | 22 | 23 | 24 | 25 | 26 |
| 27  | 28 | 29 | 30 | 31 |    |    |
|     |    |    |    |    |    |    |

| 9月 |    |    |    |    |    |    |
| 日  | 月 | 火 | 水 | 木 | 金 | 土 |
|     |    |    |    |    | 1  | 2  |
| 3   | 4  | 5  | 6  | 7  | 8  | 9  |
| 10  | 11 | 12 | 13 | 14 | 15 | 16 |
| 17  | 18 | 19 | 20 | 21 | 22 | 23 |
| 24  | 25 | 26 | 27 | 28 | 29 | 30 |
|     |    |    |    |    |    |    |

| 10月 |    |    |    |    |    |    |
| 日   | 月 | 火 | 水 | 木 | 金 | 土 |
| 1    | 2  | 3  | 4  | 5  | 6  | 7  |
| 8    | 9  | 10 | 11 | 12 | 13 | 14 |
| 15   | 16 | 17 | 18 | 19 | 20 | 21 |
| 22   | 23 | 24 | 25 | 26 | 27 | 28 |
| 29   | 30 | 31 |    |    |    |    |
|      |    |    |    |    |    |    |

| 11月 |    |    |    |    |    |    |
| 日   | 月 | 火 | 水 | 木 | 金 | 土 |
|      |    |    | 1  | 2  | 3  | 4  |
| 5    | 6  | 7  | 8  | 9  | 10 | 11 |
| 12   | 13 | 14 | 15 | 16 | 17 | 18 |
| 19   | 20 | 21 | 22 | 23 | 24 | 25 |
| 26   | 27 | 28 | 29 | 30 |    |    |
|      |    |    |    |    |    |    |

| 12月 |    |    |    |    |    |    |
| 日   | 月 | 火 | 水 | 木 | 金 | 土 |
|      |    |    |    |    | 1  | 2  |
| 3    | 4  | 5  | 6  | 7  | 8  | 9  |
| 10   | 11 | 12 | 13 | 14 | 15 | 16 |
| 17   | 18 | 19 | 20 | 21 | 22 | 23 |
| 24   | 25 | 26 | 27 | 28 | 29 | 30 |
| 31   |    |    |    |    |    |    |
|      |    |    |    |    |    |    |

## できごと

### 1月
- 1月1日
  -  クロアチアが欧州単一通貨ユーロに移行、シェンゲン協定に加入しヨーロッパ域内の移動を自由化[1]。
  - 2022年の大統領選挙に勝利した左派のルイス・イナシオ・ルーラ・ダ・シルヴァがブラジル大統領に就任[2]。
  - 日本、モザンビーク、エクアドル、マルタ、スイスが国際連合安全保障理事会非常任理事国に就任。任期は2024年末まで[3]。
- 1月5日 - 第265代ローマ教皇ベネディクト16世の葬儀（英語版）がバチカンで行われる[4]。
- 1月8日 -  ブラジルのジャイール・ボルソナーロ前大統領の支持者がブラジリアの国民議会や連邦最高裁判所、プラナルト宮殿を襲撃[5]。

- 1月14日 - イスラエルで、ネタニヤフ政権が進める司法制度の改変案などに対する抗議デモが発生し、テルアビブでは約8万人が参加した[6]。その中には閣僚経験者のツィッピー・リヴニやベニー・ガンツも含まれている[6]。
- 1月16日 - ウクライナ ソレダルの戦いでウクライナ軍が敗北、ロシア軍によって攻略される。

- 1月16日 - 28日

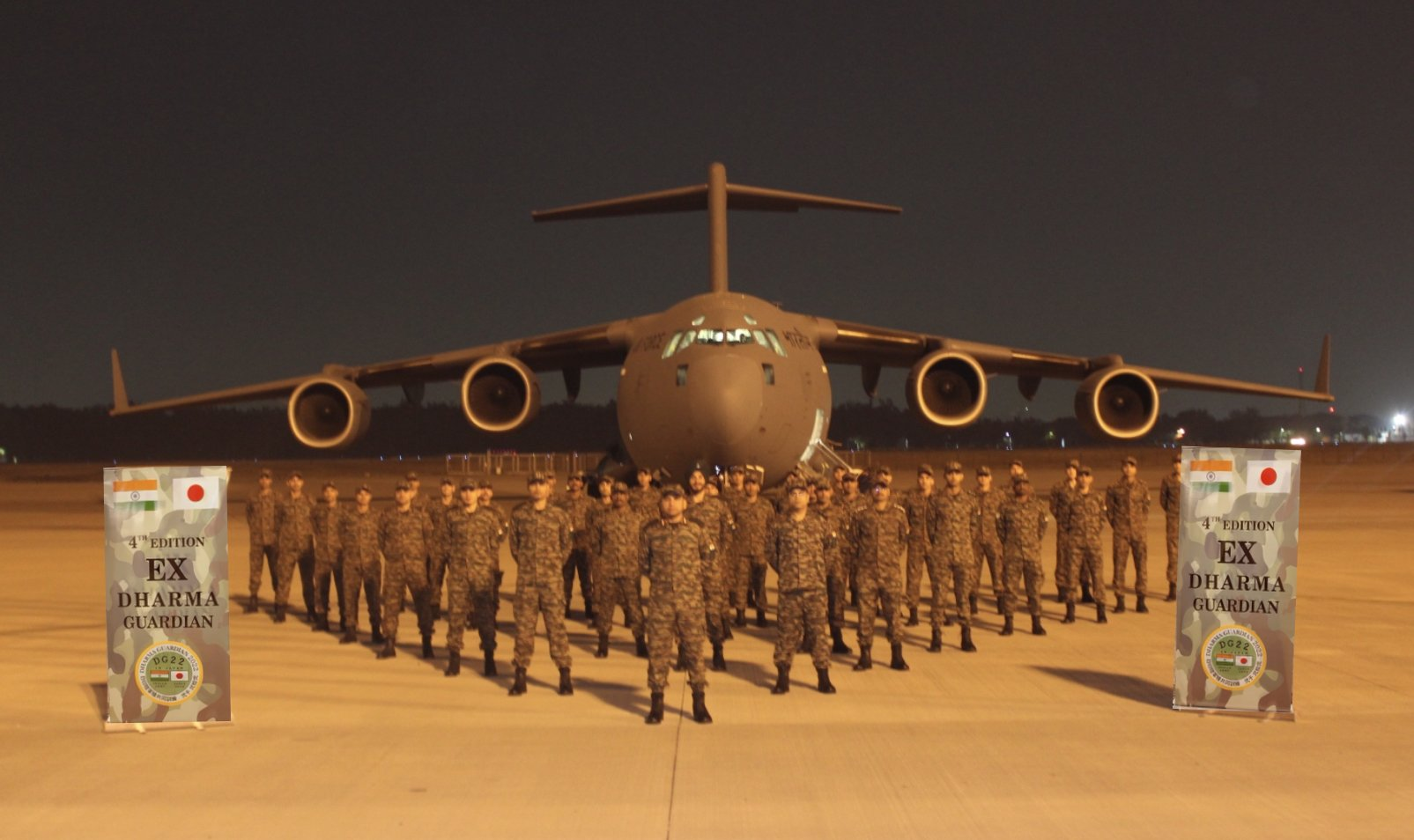
共同訓練「ダルマ・ガーディアン」に参加したインド空軍のC-17と隊員

  - インド空軍と航空自衛隊による共同訓練「ダルマ・ガーディアン」（Dharma Guardian)が行われた。インド空軍と日本の航空自衛隊が共同訓練を実施するのは初めて。百里基地と周辺空域で1月10日から27日まで、入間基地で1月16日から26日まで実施された。インド空軍からは約150人が参加し、西部航空コマンド第220飛行隊のロシア製Su-30MKIが4機、同第81飛行隊の米国製C-17輸送機が2機、中央航空コマンド第78飛行隊のロシア製Il-78空中給油機が1機 参加した。（インド空軍の機体群は東西混成。ロシア製Su-30MKIが日本の基地に着陸するのは初めてであった）[7][8]。
- 1月18日 -  ウクライナ・キーウ郊外のブロヴァリーの幼稚園にウクライナ国家非常事態庁所有のヘリコプターが墜落し、搭乗していた内務大臣ら全員と園内にいた子供を含む14人が死亡[9]。

- 1月25日 -   オーストラリアの西オーストラリア州で放射線物質のカプセルが行方不明になる。

- 1月29日
  -  パキスタンのカイバル・パクトゥンクワ州にあるタンダ・ダムのダム湖（タンダ湖）でボート転覆事故が発生し51人が死亡した[10]。
  -  パキスタンのバローチスターン州で少なくとも43人を乗せたバスが渓谷に突っ込み、火災が発生した。この事故で40人以上の死者が出た[11]。

- 1月30日 -  パキスタン北西部・ペシャワールのモスクで自爆テロが発生。少なくとも100人が死亡[12]。

### 2月
- 2月初め頃 - 北米を記録的な寒波が襲う。

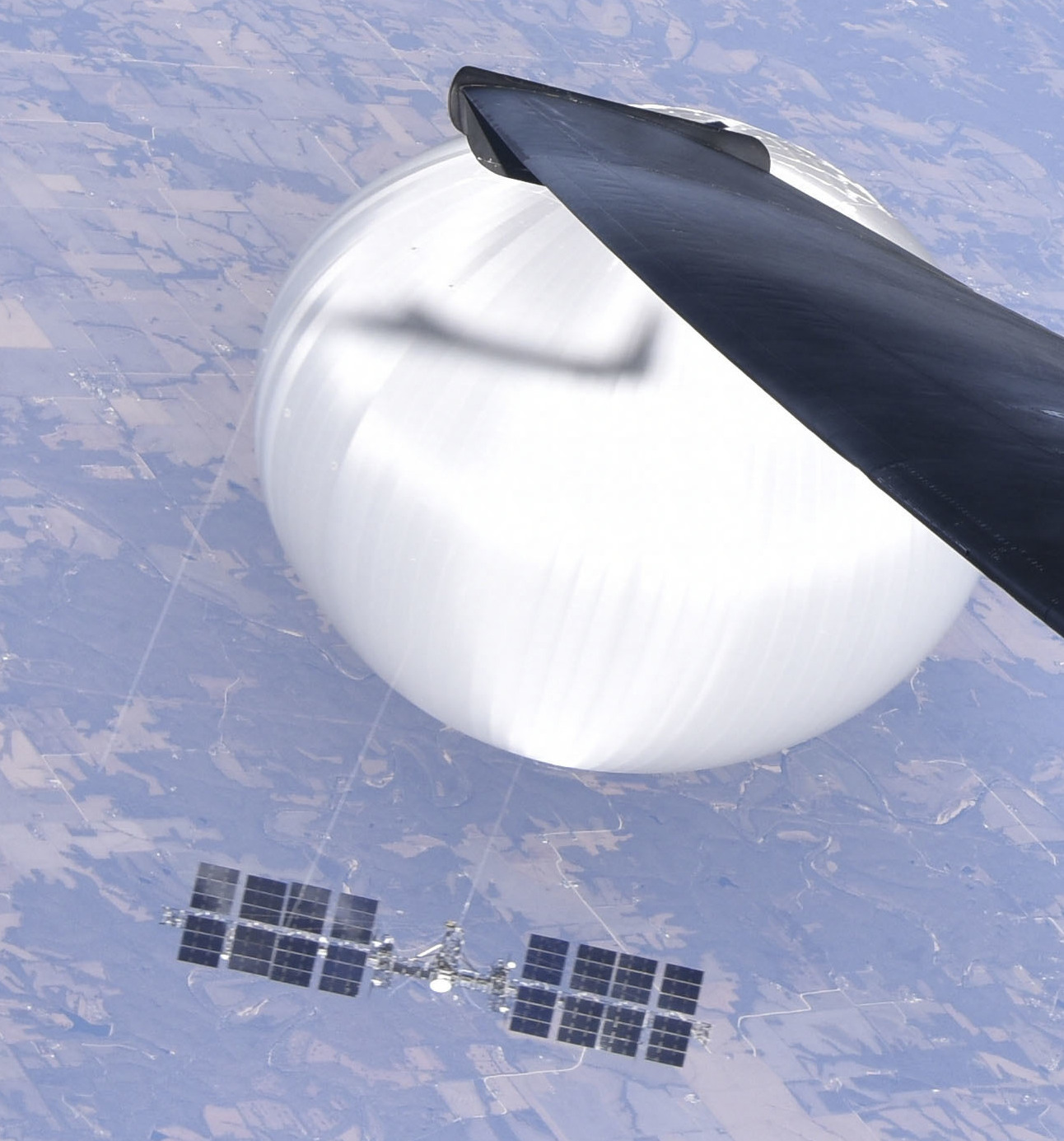
2月3日にアメリカ合衆国中央部上空でアメリカ空軍のU-2偵察機から撮影された中華人民共和国の気球

- 2月1日 - アメリカとカナダで、中華人民共和国のものとみられる気球が発見される[13]。
- 2月5日 - 2月1日に発見されたアメリカの領域内に侵入して飛ぶ中華人民共和国の気球をアメリカのF-22が領海上で撃墜。各国の報道で流れ、中国がこれまでも気球を使い各国の領土や重要施設を密かに偵察していた可能性を各国の政府が認識し、警戒するようになった。
- 2月6日 - トルコ南部のガズィアンテプ付近でM7.8の大地震が発生。
- 2月16日 - カンボジアで鳥インフルエンザの患者が発生し、のちに死亡（感染判明は22日）[14]。
- 2月20日 - アメリカのジョー・バイデン大統領がロシアによるウクライナ侵攻以来初めてウクライナを訪問[15]。
- 2月22日 - 中国内モンゴル自治区アルシャー左旗でアルシャー左旗炭鉱崩落事故が発生。53人死亡[16]。
- 2月28日
  - ロシアのプーチン大統領が新戦略兵器削減条約の履行停止を定めた法律に署名し成立する[17]。
  - ギリシャ中部テッサリア・ラリサ県テンピ付近で乗員乗客352人が乗車していた旅客列車と貨物列車が正面衝突し、複数の車両が脱線・炎上し、死者57人[18]。

### 3月
- 3月9日 - ドイツ・ハンブルクにある宗教団体エホバの証人の施設が銃撃され、容疑者を含む8人が死亡した[19]。

- 3月10日
  - 中国の仲介によって、イランとサウジアラビアが外交関係を正常化した[20]。
  - シリコンバレーバンクが債務超過に陥って経営破綻。アメリカの銀行の破綻では2008年のリーマンショックに次ぐ2番目の規模となった[21]。
- 3月16日 - 韓国の尹錫悦大統領が就任後初来日し日本の岸田文雄内閣総理大臣と会談した[22]。
- 3月17日 - 国際刑事裁判所（ICC）がロシアのウラジーミル・プーチン大統領らに対してロシアのウクライナ侵攻などの戦争犯罪を理由に逮捕状を出した[23]。
- 3月21日 - 日本の岸田文雄総理大臣がウクライナを訪問[24]。

- 3月24日 - アメリカ合衆国・ペンシルバニア州でチョコレート工場が爆発する事故が発生し、5人が死亡した[25]。

- 3月25日
  - ホンジュラスが中華人民共和国と交流を深める代わりに中華民国（台湾）と断交した。これで台湾と外交関係を持つ国は13か国となり、過去最少になった[26]。
  - ロシアのプーチン大統領が、同盟関係にあるベラルーシに戦術核兵器を配備することで、ベラルーシ側と合意したことを発表[27]。
- 3月26日 - ウクライナ外務省がロシアのプーチン大統領が戦術核をベラルーシに配備する方針を表明したことを受けて声明を発表し、国連安全保障理事会に緊急会合の開催を要請した[28]。

### 4月
- 4月4日 - フィンランドが北大西洋条約機構（NATO）に正式加盟した[29]。
- 4月5日 - ブラジル・サンタカタリーナ州のブルメナウで25歳の男が幼稚園を襲撃し、園児4人が殺害された。
- 4月6日 - 沖縄県・宮古島市周辺の海域で陸上自衛隊の第8師団が搭乗する多用途ヘリコプターが消息を絶ち、複数名が行方不明になった。
- 4月11日 - ミャンマー北西部のザガイン管区で、2021年のクーデターによって政権を掌握したミャンマー軍が民主派の式典を空爆し、「国民統一政府（NUG）」によると民間人100人以上が死亡した[30][31]。
- 4月15日
  - 日本の岸田文雄首相が遊説先の和歌山市雑賀崎漁港でパイプ爆弾とみられるものを投げられ、爆発する事件が発生。首相は無事だったが、警察官と漁師の2人が負傷した[32][33]。
  - ドイツ国内にある全ての原子力発電所が稼働を停止した[34]。2022年12月に全基停止予定であったが、ウクライナ侵攻などによるエネルギー危機が原因で延期されていた[35]。
  - スーダンでスーダン軍（英語版）と準軍事組織である即応支援部隊（RSF）との間で戦闘が勃発。
  - ケニアでカルト宗教の信者が集団自殺。その信者の最初の遺体が発見される[36]。 現在までに403人の死亡が確認されている[37]。
- 4月19日 - 本年なかばにインドの人口が中国の人口を上回り、世界最多になると国連が発表[38]。

### 5月
- 5月1日 -  アメリカ合衆国のファースト・リパブリック・バンクが経営破綻。同社の総資産は2291億米ドルであり、アメリカ史上2番目の規模となった[39]。
- 5月3日 -  ロシアの首都・モスクワのクレムリンに対する無人機攻撃が行われる[40]。
- 5月5日 - 新型コロナウイルス感染症の緊急事態宣言終了を世界保健機関が発表[41]。
- 5月6日 - ロンドンのウェストミンスター寺院でイギリス・英連邦王国国王チャールズ3世および王妃カミラの戴冠式が執り行われ、世界各国の代表が参列した[42][43]。→チャールズ3世とカミラの戴冠式
- 5月7日 - 2011年以降、参加資格停止されていたシリアがアラブ連盟に復帰する[44]。
- 5月14日
  - タイ王国で下院総選挙（英語版）が行われ、野党の前進党が第一党に[45]。
  - トルコで、大統領の候補者選挙（en:Turkish parliamentary election)が行われたが、当選に必要な半数を超えた候補者がいなかったため、5月28日にエルドアンとクルチダルオールによる決選投票が行われる[46]。
- 5月19日 - サウジアラビアのジッダでアラブ連盟首脳会議が開催される。ウクライナのゼレンスキー大統領も出席し、戦争終結へ向けたウクライナへの支持をアラブ諸国に呼びかける[47]。
- 5月19日から5月21日 - 広島県広島市で第49回先進国首脳会議（G7）開催[48]。2日目の20日にはゼレンスキー大統領が来日[49]。

- 5月26日 - 韓国、国産ロケットヌリ号を打ち上げ。初めて観測衛星を軌道に乗せることに成功した[50]。
- 5月28日 - トルコ大統領選挙、クルチダルオールと現職エルドアンの決選投票が行われ、エルドアンが投票率52.1%を得て勝利した[51]。

- 5月31日 - 北朝鮮が飛翔体を発射するも発射に失敗し、飛翔体が黄海に落下。発射を受け日本政府と韓国政府は一部の都市に空襲警報を発令した[52]。

### 6月
- 6月1日 - モルドバの首都・キシナウ近郊で第二回欧州政治共同体会合が開催された。会合にはウクライナのゼレンスキー大統領も出席し、欧州連合とその周辺国で安全保障について協議した[53]。
- 6月2日 -  インド東部オリッサ州で旅客列車同士が衝突し288人が死亡[54]。
- 6月6日
  -  ウクライナ南部・ヘルソン州のカホフカダムが破壊され、ダムが決壊。これにより下流域の町で洪水が発生する[55]。 
  - 国際連合総会で2024年から国際連合非常任理事国に新たに就任する国を決める選挙を行い、アルジェリア、ガイアナ、シエラレオネ、スロベニア、韓国の5ヶ国を選出した[56]。
- 6月10日 - カナダのトルドー首相がウクライナを訪問し、ゼレンスキー大統領と会談。カナダは新たに5億カナダドル規模の支援を表明[57]。
- 6月14日 - ギリシャ南西沖で数百人の移民を乗せた船が転覆。少なくとも81人が死亡し、約500人が行方不明[58]。
- 6月18日 - カナダのニューファンドランド島沖合で沈没したタイタニック号の観覧目的で5名が乗り込んで潜水していた潜水艇タイタン号と連絡が途切れ行方不明となり、「前例のない」と評されるほどの大規模な捜索が行われることになった。同月22日にアメリカ沿岸警備隊が、水圧で無残に潰れた船体の一部を発見し、乗船した5名は全員死亡したとみられると発表[59]。
- 6月21日 - 6月22日 - イギリス・ロンドンでウクライナ復興会議が開催。共同声明で新たに600億米ドルのウクライナへの支援を発表[60]。

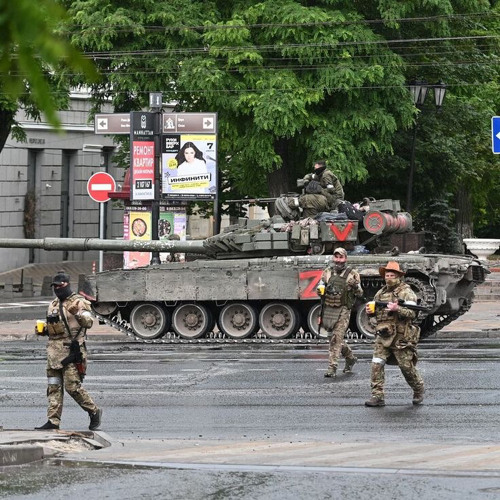
ワグネルの反乱

- 6月24日 - ロシアでワグネル・グループが武装蜂起し、ロストフ・ナ・ドヌおよび、南部軍管区を掌握。
- 6月25日 - ギリシャ議会の再選挙。即日開票され、与党が単独で過半数を獲得[61]。

### 7月
- 7月3日 - イスラエル軍がヨルダン川西岸地区ジェニンで武装勢力の軍事施設などを標的に軍事作戦を実施。同地域において過去20年間で最大規模の軍事作戦となった[62]。
- 7月4日 - インドのニューデリーで上海協力機構首脳会議が開催[63]。
- 7月10日 - アメリカ合衆国 が194番目の加盟国として国際連合教育科学文化機関に復帰[64]。
- 7月11日 - 7月12日 - リトアニアの首都・ビリニュスでNATO首脳会合が行われる[65]。
- 7月15日 - 韓国で記録的な豪雨。清州では地下トンネルが水没し、14人が死亡[66]。
- 7月26日 - ニジェールで軍によるクーデターが発生し、モハメド・バズム大統領が大統領警護隊に拘束される[67]。
- 7月30日 - パキスタン北西部・カイバル・パクトゥンクワ州で政党の政治集会で過激派組織イスラム国による自爆テロが発生。この爆発により少なくとも63人が死亡し、約200人が負傷[68]。

### 8月
- 8月8日 - アメリカ・ハワイ州マウイ島で山火事が発生し、少なくとも97人が死亡[69]。アメリカで発生した山火事で5番目に死者が多い山火事となった[70]。
- 8月14日 - 8月15日 - リビアの首都・トリポリで武装集団の間で激しい戦闘が発生し[71]、55人が死亡[72]。
- 8月22日 - 8月24日 - 南アフリカのヨハネスブルグでブラジル、ロシア、インド、中国、南アフリカからなるBRICSの首脳会議が3日間の日程行われる[73]。 また、来年1月から新たにアルゼンチン、エジプト、イラン、エチオピア、サウジアラビア、アラブ首長国連邦の6か国の加盟が決定された[74]。
- 8月23日
  -  ロシア　ワグネル・グループの創設者のエフゲニー・プリゴジン、実質的管理者ドミトリー・ウトキンら10人が搭乗していたプライベートジェットで不審な墜落事故が発生し、全員の死亡が確認された。
- 8月30日 - ガボン共和国で大統領選挙の結果に反発した軍によるクーデターが発生し、軍幹部が政権掌握表明[75]。
- 8月31日 - 南アフリカ共和国・ヨハネスブルグの繁華街で火災が発生し、少なくとも73人が死亡[76]。

### 9月
- 9月5日 - 第43回ASEAN首脳会合開催。同月7日まで[77]。
- 9月8日 - モロッコ王国のマラケシュから南西72キロのアトラス山脈付近でM6.8の地震が発生。同国での観測史上最大の地震となり、少なくとも2900人以上が死亡[78]。
- 9月9日
  - インドのニューデリーで第18回20か国・地域首脳会合が開幕[79]。
  - モルディブで5年に一度の大統領選[80]。
- 9月10日 - リビア東部で大雨による洪水、地すべり、ダム決壊が発生。リビアの赤新月社の発表によると、少なくとも1万1000人以上が死亡[81] [82][83]。
- 9月12日
  - ベトナムの首都ハノイにあるアパートで火災が発生。56人死亡[84][85]。
  -  アメリカ合衆国の下院議長ケビン・マッカーシーがバイデン大統領の弾劾追訴に向けた調査の開始を下院の関係委員会に指示した[86]。
- 9月13日
  - 2019年の会談以来4年ぶりにロシア・北朝鮮首脳会談がロシア東部・アムール州ボストチヌイ宇宙基地で行われる[87][88]。
  - ロシア黒海艦隊の改キロ型潜水艦「ロストフ・ナ・ドヌー」及びロプーチャ級揚陸艦「ミンスク」がセヴァストポリで攻撃を受け、破壊された[89]。なお、この潜水艦「ロストフ・ナ・ドヌー」が廃艦となれば、第二次世界大戦以降では初の戦闘による潜水艦の喪失となる。一部報道では、これら2隻を修復して現役に復帰させるより、代艦を建造したほうが安く済むとの見方もある[90]。
- 9月19日 - アゼルバイジャンが紛争地のナゴルノ・カラバフで軍事作戦を開始[91]。
- 9月22日- アメリカ合衆国の民主党の上院議員で外交委員長を務めるロバート・メネンデス上院議員がエジプトに情報を提供する見返りとして、金品を受け取っていたとして汚職の罪で起訴された[92]。
- 9月30日 - モルディブで大統領選の決選投票。親中のモハメド・ムイズが勝利[93]。

### 10月
- 10月3日 - アメリカ下院でアメリカ下院議長のケビン・マッカーシー議長の解任動議が提出され、賛成多数で可決された。アメリカ史上初めての下院議長の解任となり[94]、ニュースが世界を駆け巡った。
- 10月7日
  - パレスチナ自治区ガザ地区を実効支配するハマースがイスラエル南部にロケット弾を用いた大規模攻撃を行い、複数の部隊がイスラエルに侵攻。ここ50年で最大規模の被害となった[95]。これに対しイスラエルは8日、正式にハマースに対して宣戦布告し[96]、カザ地区への攻撃を開始した。
  - アフガニスタン北西部・ヘラート付近を震源とするM6.3の地震が2回発生。タリバン政権の発表によると、この地震で2000人以上が死亡[97][98]。
- 10月15日 - 第141次IOC総会がインドのムンバイで開催される。同月17日まで[99]。
- 10月17日 - パレスチナ自治区ガザ地区のアフリアラブ病院で爆発が発生。ガザ保健省の発表によると471人が死亡。国際人権団体ヒューマン・ライツ・ウォッチやフランス軍事偵察局は、ガザ地区から発射されたロケット弾が着弾し爆発した可能性が高いと発表[100][101]。
- 10月25日 - アメリカ下院本会議でマイク・ジョンソンが下院の過半数を獲得し、下院議長に選出される。ケビン・マッカーシーが解任されてから新下院議長選出までの22日もの間、下院議長が不在だった[102]。

### 11月
- 11月3日 - ネパール西部・ジュムラ（英語版）付近でM5.6の地震が発生。この地震により128人が死亡[103]。
- 11月12日 - インド北部・ウッタラーカンド州のヒマラヤ山脈で建設中だった高速道路のトンネルが崩壊し、作業員41人が閉じ込められる。同月28日に全員救助される[104]。
- 11月21日 - 北朝鮮が初の人工衛星万里鏡1号の打ち上げに成功[105]。
- 11月22日 - オランダ下院選挙が投開票され、極右の自由党が37席を獲得し第一党となる[106]。
- 11月24日 - 2023年パレスチナ・イスラエル戦争においてハマスとイスラエルの間で現地時間午後2時より4日間の休戦が合意の下に行われ、その見返りとしてハマス側より人質となっていた女性と子供を含む24人が開放され、イスラエル側よりパレスチナ人受刑者39人が釈放された[107]。
- 11月29日 - 屋久島沖米軍オスプレイ墜落事故が発生。この事故により米軍乗組員8人が死亡・行方不明となる。輸送機オスプレイは、垂直に近い角度で上昇でき、速度や搭載重量にも優れるが、故障や事故も相次いでいる特殊な機種で、世界各地の米軍基地で故障や事故が起きることはあったが、日本国内では初の死亡事故。[108]。

### 12月
- 12月2日 - フィリピン・ミンダナオ島付近に於いて、M7.7の地震（ミンダナオ地震 (2023年12月)（英語版））が発生[109]。この地震により日本の太平洋岸を中心に広範囲で津波を観測した[110]。
- 12月3日
  - ナイジェリア北西部・カドゥナ州でナイジェリア軍が誤って村をドローン攻撃をし、少なくとも民間人85人が死亡[111]。
  - ベネゼエラが隣国ガイアナの7割の領土を占めるエセキボ地域を自国領として組み込むことを問う国民投票を実施し、賛成が95%を超えた。これを受けてニコラス・マドゥロ大統領は合併のためのあらゆる行動を辞さないと宣言[112]。
- 12月13日 - ブータンが後発開発途上国から指定解除[113]。
- 12月14日 - 中国北京市の北京地下鉄昌平線で脱線事故が発生する。市交通当局によると102人が骨折したと発表[114]。
- 12月16日
  - クウェートの首長のナワーフ・アル＝アフマド・アル＝ジャービル・アッ＝サバーハが崩御[115]。同日に、首長の異母弟であるミシュアル・アル＝アフマド・アル＝ジャービル・アッ＝サバーハが首長を継承し即位[116]。
  - 国連によると、リビア沿岸で移民86人を乗せた船が転覆し61人が死亡[117]。
- 12月18日 - 現地時刻23時59分頃に、中国甘粛省と青海省の境界付近を震源とするM6.2の地震が発生し[118]、少なくとも151人が死亡[119]。
- 12月23日 - ナイジェリア中部のプラトー州の20ヶ所以上の集落が武装組織により襲撃され、少なくとも160人が死亡[120]。

## 周年
ゲーム、サブカルチャー関連は「芸術、文化、スポーツ」の節に、重要なもののみ記載。
- 1月
  - チェコスロバキアがビロード離婚により、チェコ共和国・スロバキア共和国へ分離から30年。
  - ベトナム和平協定発効から50年。
- 2月
  - 世界貿易センター爆破事件から30年。
  - 為替レート・1ドル=308円の固定相場制から変動相場制に移行してから50年。
- 3月
  - ヨシフ・スターリン死去から70年
  - ドイツでナチ党の権力掌握、ナチス・ドイツ成立（ドイツ国会で全権委任法が可決され、ナチス独裁政治が確立）から90年。
  - イラク戦争開戦から20年。
- 4月
  - ワルシャワ・ゲットー蜂起から80年。
  - ボストンマラソン爆弾テロ事件から10年。
- 7月
  - 朝鮮戦争休戦から70年。
  - 日本赤軍によるドバイ日航機ハイジャック事件から50年。
  - 2013年エジプトクーデターから10年。
- 8月
  - 金大中事件から50年。
  - オスロ合意から30年。
- 9月
  - 関東大震災（大正関東地震）から100年。
  - チリ・クーデター発生から50年。
  - 大韓航空機撃墜事件から40年。
- 10月
  - 第四次中東戦争から50年。
  - 幾つかの正教会の教会で修正ユリウス暦が受け入れられてから100年。
  - トルコ共和国の建国から100年。
  - モスクワ騒乱事件から30年。
  - ソマリアでのモガディシュの戦闘から30年。
- 11月
  - ケネディ大統領暗殺事件から60年。
  - マーストリヒト条約の発効により欧州連合が発足してから30年。
  - 朝鮮労働党幹部張成沢の粛清から10年。

## 気象、地象、自然災害、天象
2023年の気象、地象、自然災害、天象

## 科学、テクノロジー
宇宙開発
- 4月20日 - スペースX社による史上最大級のロケットスターシップの試験打ち上げするも、発射3分後に爆発[121]。
- 8月23日 -  インドの月面探査機・チャンドラヤーン3号が月の南極付近に着陸。旧ソビエト連邦、アメリカ合衆国、中華人民共和国に次いでインドが月面着陸を成功させた史上4カ国目の国となった。また月の南極付近への着陸は世界初となった[122]。

登場した技術
- 10月26日 -  日本　近畿大学がニホンウナギの完全養殖に大学として初めて成功したと発表。

終了した技術
- 1月10日 - Microsoft Windows 8.1の延長サポート終了[123]。

周年
- コロンビア号空中分解事故から20年。

## 芸術・文化・スポーツ
ハイカルチャー、サブカルチャー、流行、スポーツなど幅広く記載。

### 舞台作品
en:Category:2023 in theatre

### 映画
周年
- ウォルト・ディズニー・カンパニー創立から100周年。
- ワーナー・ブラザース設立100周年にあたる。
- ブルース・リー（カンフー映画の伝説的な俳優）死去から50年。

### 音楽
- 5月9日から5月13日 - イギリスのリバプールにてユーロビジョン・ソング・コンテスト2023が開催される。ロリーンが「タトゥー」という曲で優勝する[124]。

### ボードゲーム

#### チェス
en:2024 in chess（2024年の世界のチェス界の動向、英語版）

#### 他
- 将棋 - 藤井聡太が10月11日に史上初の八冠達成[125]。

### コンピュータゲーム
Category:2023年のコンピュータゲームも参照
- 2月24日 - 任天堂が『星のカービィ Wii デラックス』（Nintendo Switch）を発売[126]。
- 5月12日 - 任天堂が『ゼルダの伝説 ティアーズ オブ ザ キングダム』を発売。発売から3日間でソフト売上が1000万本を突破し、同社で最も早く売上1000万本突破したゲームとしてギネス世界記録を達成した[127]。
- 6月22日 - スクウェア・エニックスが『ファイナルファンタジーXVI』（PS5）を発売[128]。
- 7月21日 - 任天堂がピクミンシリーズの最新作『ピクミン4』（Nintendo Switch）を発売[129]。
- 10月20日 - 任天堂がマリオシリーズの最新作である『スーパーマリオブラザーズ ワンダー』を発売[130]。

周年
- ファミリーコンピュータ 発売40周年。

### スポーツ
- 3月22日 - 2023 ワールド・ベースボール・クラシックで日本が14年ぶりに優勝を果たした[131]。
- 7月14日 - 世界水泳選手権大会が福岡で開催される。30日まで[132]。
- 7月20日 - ニュージーランドとオーストラリアの共催で2023 FIFA女子ワールドカップが開幕。8月20日まで[133]。 ニュージーランドで開会式・開幕戦が行われる[134]。
- 8月19日 - ハンガリーの首都・ブダペストで第19回世界陸上競技選手権大会が行われる。27日まで[135]。

周年
本年は 第1回ル・マン24時間レース開催から100年（5月）。

## ノーベル賞
- 生理学・医学賞：ドリュー・ワイスマン、カリコー・カタリン
- 物理学賞：ピエール・アゴスティーニ、フェレンツ・クラウス、アンヌ・リュイリエ
- 化学賞：ムンジ・バウェンディ、ルイ・ブラス、アレクセイ・エキモフ
- 文学賞：ヨン・フォッセ
- 平和賞：ナルゲス・モハンマーディ
- 経済学賞：クラウディア・ゴールディン